# Hrabstwo Lafayette (Floryda)
Lafayette – hrabstwo w stanie Floryda, w USA. Według spisu w 2020 roku liczy 8226 mieszkańców, w tym 72% stanowiły białe społeczności nielatynoskie. 
Powierzchnia hrabstwa to 1419 km² (w tym 13 km² stanowią wody). Z gęstością 5,5 os./km² jest drugim najsłabiej zaludnionym hrabstwem Florydy. 

## Miejscowości
- Day (CDP)
- Mayo

## Sąsiednie hrabstwa
- Hrabstwo Suwannee – wschód
- Hrabstwo Gilchrist – południowy wschód
- Hrabstwo Dixie – południe
- Hrabstwo Taylor – zachód
- Hrabstwo Madison – północny zachód

## Polityka
Hrabstwo jest bardzo silnie republikańskie, gdzie w wyborach prezydenckich w 2020 roku, 85,5% głosów otrzymał Donald Trump i 13,9% przypadło dla Joe Bidena. 